# Mazet-Saint-Voy
Mazet-Saint-Voy är en kommun i departementet Haute-Loire i regionen Auvergne-Rhône-Alpes i centrala Frankrike. Kommunen ligger i kantonen Tence som tillhör arrondissementet Yssingeaux. År 2022 hade Mazet-Saint-Voy 1 111 invånare.

## Befolkningsutveckling
Antalet invånare i kommunen Mazet-Saint-Voy
| Referens: INSEE |